# Liste des évêques de Policastro
Le diocèse de Policastro est un diocèse italien en Calabre  avec siège à  Policastro. Le diocèse est fondé  au XIe siècle en 1058 et est uni en 1986 avec le diocèse de Diano-Teggiano dans le diocèse de Teggiano-Policastro.

## Évêque de Policastro
- Rustico (501–)
- Jean Ier (?)
- Jean II (?)
- N. (−592)
- Felice (592–)
- Sabbazio (640–649)

...
- Saint Pierre Pappacarbone (1079–1082) troisième abbé de Cava
- Arnaldo (1110–)
- Pierre (1120–)
- Otto (Otho) (1120–)
- Goffred (1139–)
- Jean III (1166–)
- Jean IV (1172–)
- Gérard (1211–1218)
- Gabriele (ou Guglielmo) (1218–1222)
- Giovanni Castellonata (ou Castellomata) (1254–1256)
- Mario (1256–1258)
- Fabrizio (ou Fabiano) (1258–)
- Bartolomeo (1278–)
- Pagano (1302–1330) (?)
- Tommaso (1358–)
- Francesco Capograsso (1371–1392)
- Luca (1392–1394)
- Nicola da Policastro (1403–)
- Nicola Roberto (1413–1417)
- Nicola (1417–1430)
- Nicola Principato (1430–1438)
- Giacomo Lancellotto (1438–1445)
- Carlo Fellapane (1445–1455)
- Girolamo de Vinea (1455–1467)
- Girolamo (ou Enrico) Languardo (1467–1471)
- Gabriele Guidano (1471–1485)
- Girolamo Almensa (de Armesa) (1485–1493)
- Gabriele Altilio (1493–1501)
- Bernardino Laureo (1502–1514)
- Luigi d'Aragona (1514–1516)
- Giovanni Scorna (Pirro) (ou Giovanni Piro Scorna) (1516–1529)
- Luigi Pirro (1530–1535)
- Benedetto Accolti (1535–1537) (administrateur)
- Andrea Matteo Palmerio (1537)
- Fabrizio Arcella (1537–1542)
- Umberto de Gambara (1542–1549)
- Nicola Francesco de Massanella (ou de Missanello ou de Massanello) (1549–1577)
- Ludovico Bentivoglio (1578–1582)
- Ferdinando Spinelli (1582–1591)
- Filippo  Spinelli (1591–1604)
- Ilario Cortese (ou Cortesio) (1605–1610)
- Giovanni Antonio Santonio (u Santorio) (1610–1629)
- Urbano Feliceo (1629–1635)
- Pietro Magrì (1635–1649)
- Filippo Giacomo (ou de Jacobio) (1652–1671)
- Vincenzo Maria de Silva (1671–1679)
- Tommaso de Rosa (1679–1696)
- Giacinto Camillo Maradei (1696–1705)
- Marco Antonio de Rosa (1705–1709)
- Andrea de Robertis (1713–1747)
- Giovanni Battista Minucci (1747–1762)
- Francesco Pantuliano (1762–1775)
- Giuseppe de Rosa (1775–1793)
- Ludovico Ludovici (ou de Ludovico) (1797–1819)
- Gaetano Barbaroli (1819–1823)
- Nicola Maria Laudisio (1624–1862)
- Giuseppe Cione (1872–1898)
- Giovanni Vescia (1899–1924)
- Francesco Cammarota (1924–1935)
- Federico Pezzullo (1937–1979)
- Umberto Luciano Altomare (1980–1986)